# 市川市立真間小学校
市川市立真間小学校（いちかわしりつ まましょうがっこう）は、千葉県市川市真間四丁目1番1号にある公立小学校。

## 沿革
- 1934年11月 - 市川尋常高等小学校第二校舎として独立[1]
- 1946年4月 - 真間小学校に改称[1]
- 1949年11月 - 校歌制定[1]
- 1952年4月 - 国府台小学校分離独立[1]
- 1970年3月 - 鉄筋３階建て校舎完成[1]
- 2024年11月-創立90周年

## 近辺
- 弘法寺
- 手児奈霊神堂
- 真間山幼稚園
- 芳澤ガーデンギャラリー
- 須和田公園
- 文学の道
- 京成本線
  - 市川真間駅
  - 国府台駅
- 東日本旅客鉄道
  - 市川駅
- 千葉商科大学
- 市川市立第二中学校
- 市川真間郵便局
- 江戸川
- 真間川

## 関係者

### 出身者
- 八木澤教司（作曲家）
- すぎやまこういち（作曲家、5年次から卒業まで在学）
- 水卜麻美（日本テレビアナウンサー）
- 中尾ミエ（歌手）
- 小堺一機（タレント、2年次まで在学）

### 教職員
- 田川伸一郎（スクールバンドサポーター、2007年 - 2009年に教諭） - 同校吹奏楽部の指導で、2008年に、日本管楽合奏コンテスト全国大会に出場し、「最優秀グランプリ賞」（全国第一位）受賞。